# Der treue Husar
Der treue Husar (betekenis: de trouwe huzaar) is een Duits volkslied, dat vooral bij carnaval gezongen wordt. De herkomst en de tijd waarin het ontstaan is, zijn echter omstreden. Het lied is onder anderen door de slotscène van Stanley Kubricks film Paths of Glory uit het jaar 1957 bekend, waarin een Duitse krijgsgevangene - gespeeld door Kubricks latere vrouw Christiane - dit lied voor Franse soldaten zingt en sterke gevoelens bij hen opwekt.
| 1. Es war einmal ein treuer Husar, Der liebt' sein Mädchen ein ganzes Jahr, \|: Ein ganzes Jahr und noch viel mehr, Die Liebe nahm kein Ende mehr. :\| 2. Der Knab' der fuhr ins fremde Land, Derweil ward ihm sein Mädchen krank, \|: Sie ward so krank bis auf den Tod, Drei Tag, drei Nacht sprach sie kein Wort. :\| 3. Und als der Knab' die Botschaft kriegt, Daß sein Herzlieb am Sterben liegt, \|: Verließ er gleich sein Hab und Gut, Wollt seh'n, was sein Herzliebchen tut. :\| 4. Ach Mutter bring' geschwind ein Licht, Mein Liebchen stirbt, ich seh' es nicht, \|: Das war fürwahr ein treuer Husar, Der liebt' sein Mädchen ein ganzes Jahr. :\| 5. Und als er zum Herzliebchen kam, Ganz leise gab sie ihm die Hand, \|: Die ganze Hand und noch viel mehr, Die Liebe nahm kein Ende mehr. :\| 6. "Grüß Gott, grüß Gott, Herzliebste mein! Was machst du hier im Bett allein?" \|: "Hab dank, hab Dank, mein treuer Knab'! Mit mir wird's heißen bald: ins Grab!" :\| | 7. "Grüß Gott, grüß Gott, mein feiner Knab. Mit mir wills gehen ins kühle Grab. \|: "Ach nein, ach nein, mein liebes Kind, Dieweil wir so Verliebte sind." :\| 8. "Ach nein, ach nein, nicht so geschwind, Dieweil wir zwei Verliebte sind; \|: Ach nein, ach nein, Herzliebste mein, Die Lieb und Treu muß länger sein. :\| 9. Er nahm sie gleich in seinen Arm, Da war sie kalt und nimmer warm; \|: "Geschwind, geschwind bringt mir ein Licht! Sonst stirbt mein Schatz, daß's niemand sicht. :\| 10. Und als das Mägdlein gestorben war, Da legt er's auf die Totenbahr. \|: Wo krieg ich nun sechs junge Knab'n, Die mein Herzlieb zu Grabe trag'n? :\| 11. Wo kriegen wir sechs Träger her? Sechs Bauernbuben die sind so schwer. \|: Sechs brave Husaren müssen es sein, Die tragen mein Herzliebchen heim. :\| 12. Jetzt muß ich tragen ein schwarzes Kleid, Das ist für mich ein großes Leid, \|: Ein großes Leid und noch viel mehr, Die Trauer nimmt kein Ende mehr. |